# Bergsjön (Göteborg, Västergötland)
Bergsjön är en sjö i Göteborgs kommun söder om stadsdelen Bergsjön i Västergötland och ingår i Göta älvs huvudavrinningsområde. Sjön har en area på 0,0257 kvadratkilometer och ligger 101,7 meter över havet.

## Bilder

Bergsjön
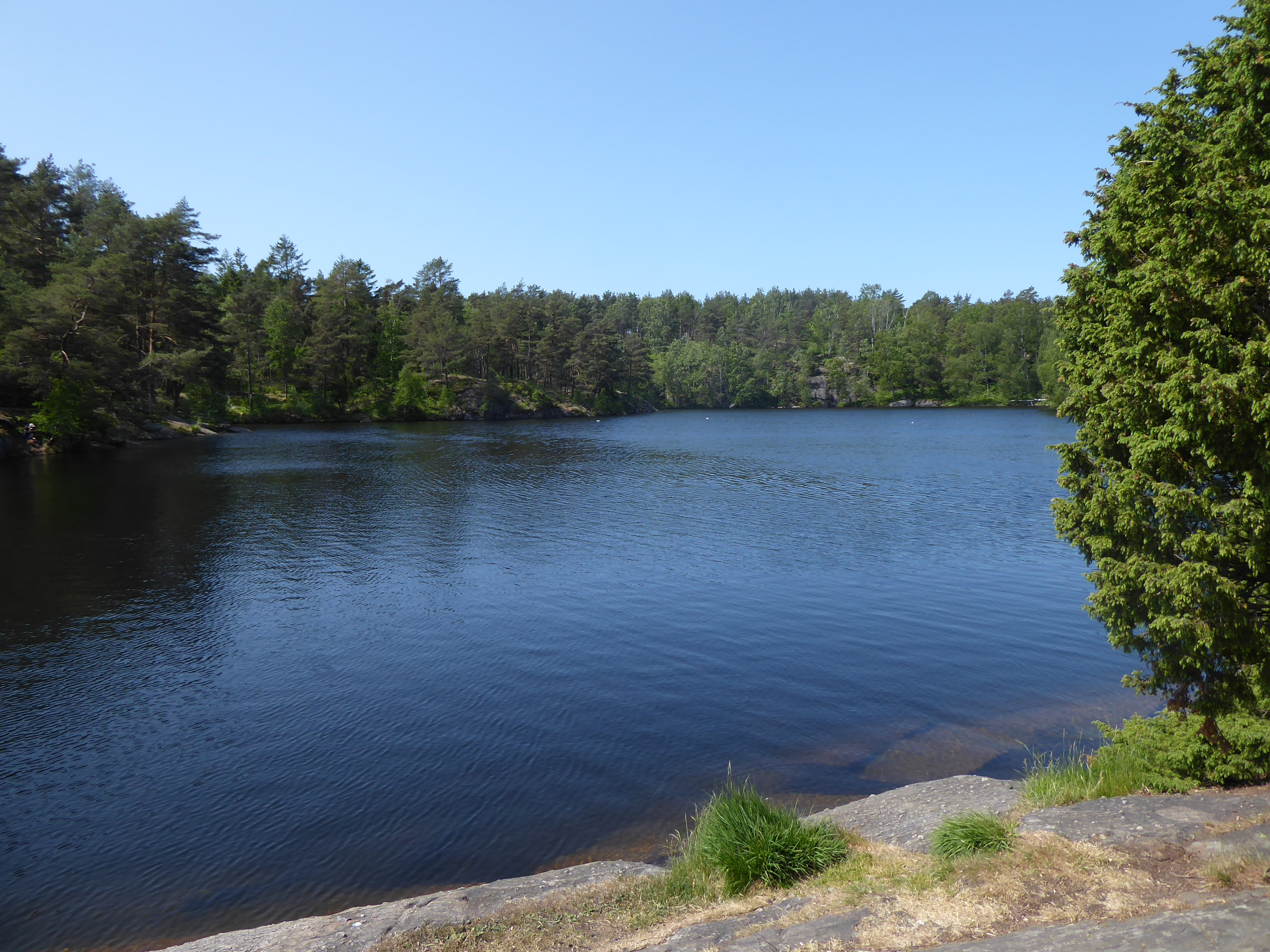
Bergsjön från sydöst den 1 juni 2023
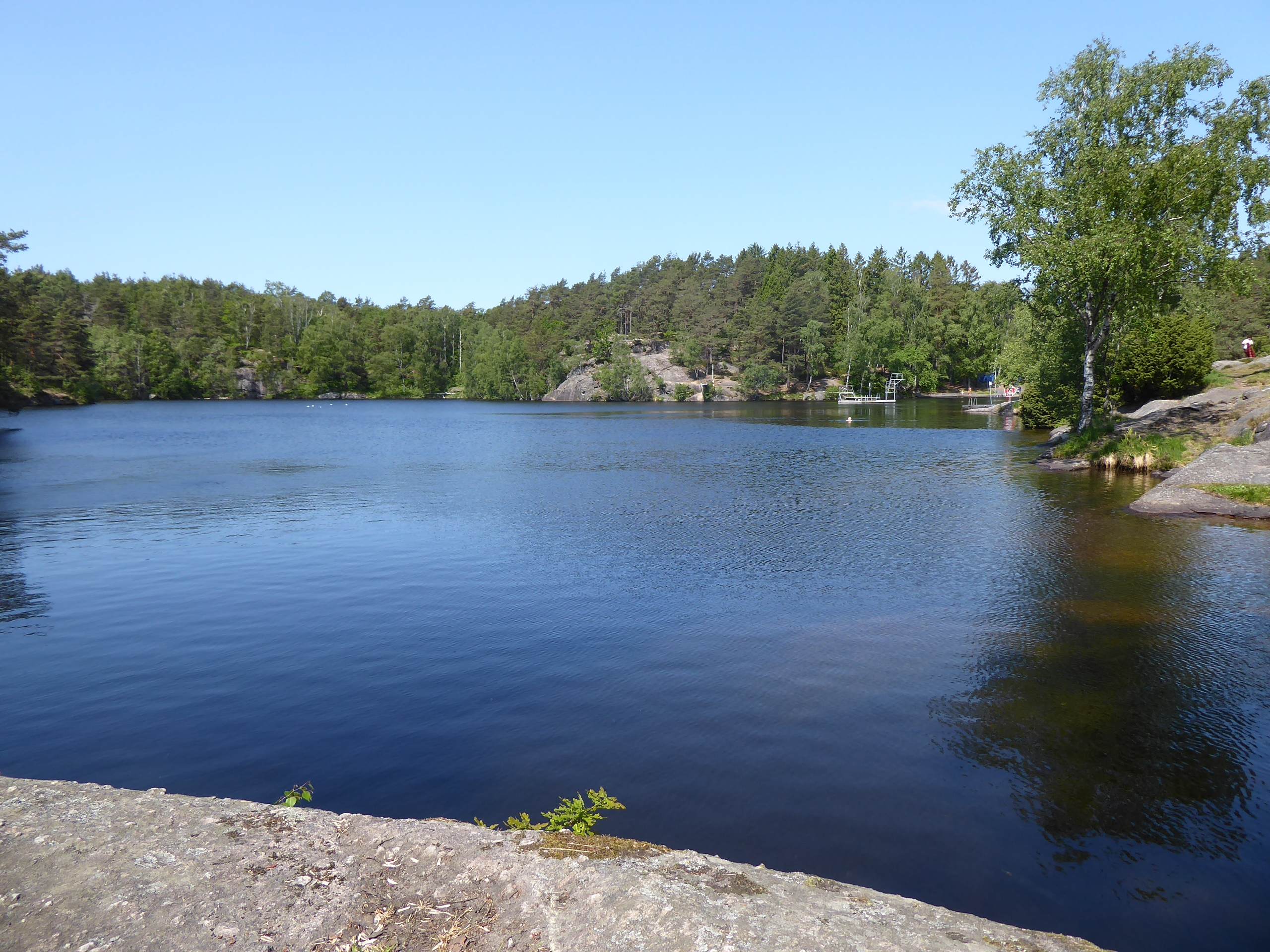
Bergsjön från söder i riktning norr den 1 juni 2023
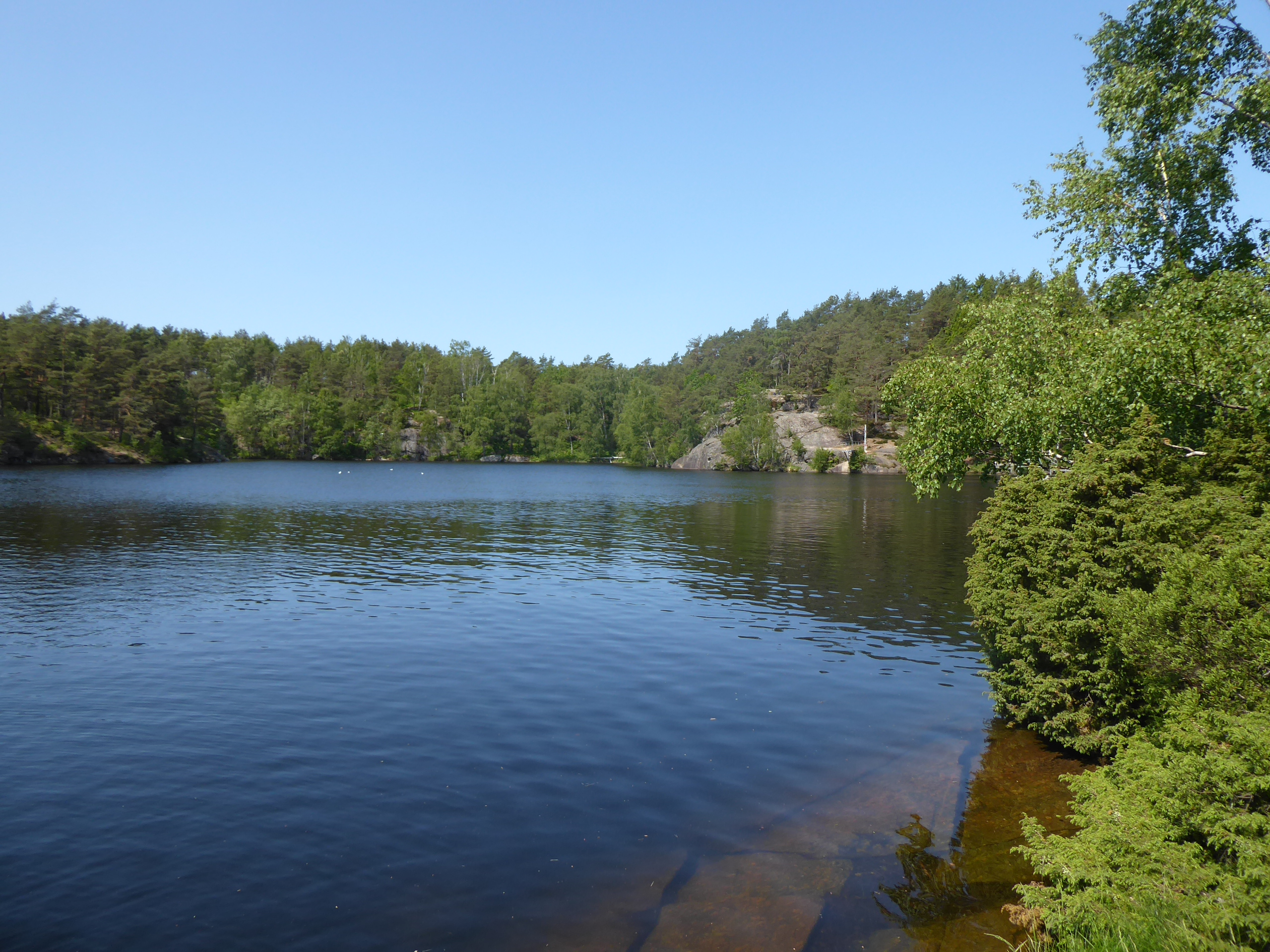
Bergsjön österifrån den 1 juni 2023
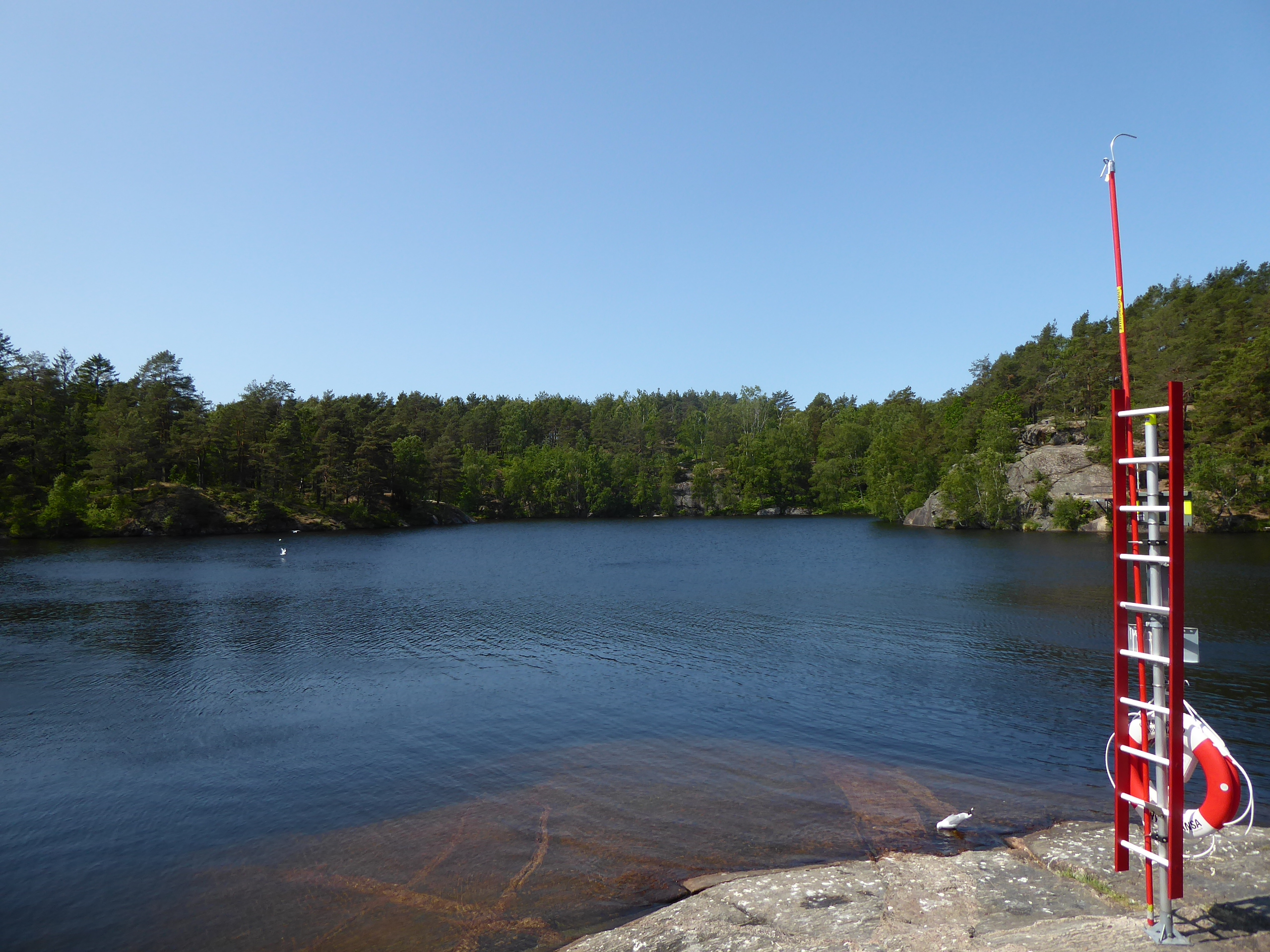
Bergsjön från öst mot väst den 1 juni 2023